# Caperonia zaponzeta
Caperonia zaponzeta är en törelväxtart som beskrevs av Rudolf Mansfeld. Caperonia zaponzeta ingår i släktet Caperonia och familjen törelväxter.
Artens utbredningsområde är Peru. Inga underarter finns listade i Catalogue of Life.